# (1443) Ruppina
(1443) Ruppina est un astéroïde de la ceinture principale découvert le 29 décembre 1937 par l'astronome allemand Karl Wilhelm Reinmuth. Le lieu de découverte est Heidelberg (024). Sa désignation provisoire était 1937 YG.
Sa distance minimale d'intersection de l'orbite terrestre est de 1,751080 ua.